# Дюсеке (Магжана Жумабаєва район)
Дюсеке́ (каз. Дүйсеке) — село у складі району Магжана Жумабаєва Північноказахстанської області Казахстану. Входить до складу Ногайбайбійського сільського округу.
Населення — 78 осіб (2021; 231 у 2009, 351 у 1999, 364 у 1989).
Національний склад станом на 1989 рік:
- казахи — 100 %.